# Купреј
Купреј (лат. Bos sauveli) је сисар из реда папкара (Artiodactyla) и фамилије шупљорожаца (Bovidae). То је врста говеда. Изузетно је редак са мање од 250 јединки, а највише га има у Камбоџи. Откривен је тек 1937. године.

## Угроженост
Ова врста је крајње угрожена и у великој опасности од изумирања.

## Распрострањење
Врста је присутна у Камбоџи, Тајланду, Вијетнаму и Лаосу.

## Станиште
Станишта врсте су шуме и травна вегетација.